# Teón de Alejandría
Teón de Alejandría (en griego antiguo: Θέων ὁ Ἀλεξανδρεύς; c. 335-c. 405 ) fue un matemático y astrónomo griego, conocido sobre todo por su edición de los Elementos de Euclides.

## Semblanza
Teón se estableció en la ciudad egipcia de Alejandría, donde escribió un vasto comentario del Almagesto de Ptolomeo y de una Catóptrica, la cual estaba basada en obras de Arquímedes y de Herón. También se le atribuye la refundición de los Elementos y de la Óptica de Euclides.

## El último filósofo de la segunda Biblioteca de Alejandría
Teón, padre de Hipatia, fue el último director o conservador de la denominada segunda Biblioteca de Alejandría (edificio que estaba dentro del Museo de Alejandría, Teón es calificado en la Suda como el hombre del Mouseion). Dio a su hija una educación completa en matemáticas, astronomía, filosofía e, incluso, educación física. Padre e hija colaboraron juntos en el comentario del Almagesto.

## Eponimia
- El cráter lunar Theon Junior lleva este nombre en su memoria.[4]